# إعانة الفقير

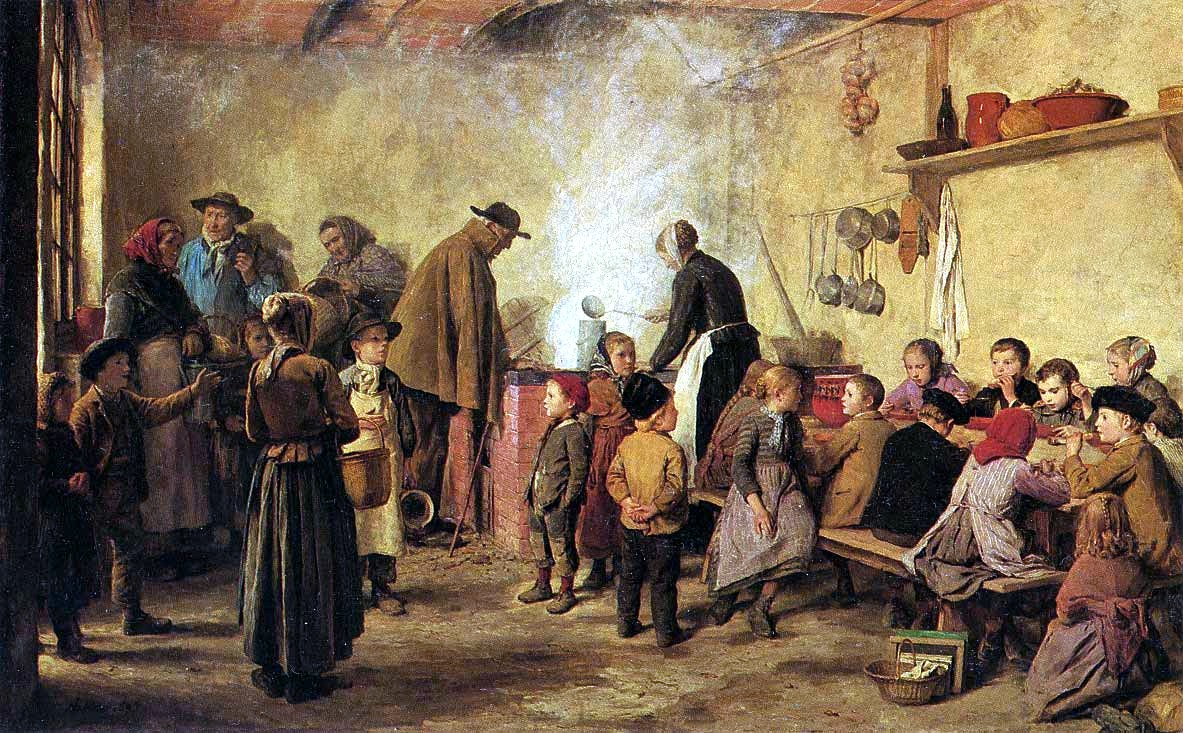

يشير مصطلح إعانة الفقير في التاريخين الإنجليزي والبريطاني، إلى الإجراءات الحكومية والكنسية التي تهدف إلى تخفيف حدة الفقر. على مر القرون، احتاجت شتى السلطات إلى تقرير مَن مِن الفقراء يحتاج للإعانة، وعلى من يجب التكفل بمساعدة الفقراء. أجريت العديد من المحاولات للإجابة عن هذه الأسئلة، في الوقت الذي كانت فيه المواقف إزاء الفقر تتغير بشكل مستمر. منذ وضع البرلمان الإنكليزي لتشريع القرن السادس عشر، تطورت إعانة الفقير وتحولت من مجرد وسيلة عقاب ممنهجة إلى نظامٍ معقد لمشاريع الدعم والحماية الممولة من الحكومة، خاصة بعد قيام دولة الرفاهية في أربعينيات القرن العشرين.

## عصر تيودور
في أواخر القرن الخامس عشر، اتخذ البرلمان الإنجليزي عددًا من الإجراءات المتعلقة بمشكلة الفقر المتنامية، مع التركيز على معاقبة «المشردين» والمتسولين. سنّ البرلمان الإنجليزي، عام 1495 وفي عهد الملك هنري السابع، قانون المشردين والمتسولين الذي ينص على أن يعتقل رجال الشرطة «جميع المتشردين والعاطلين عن العمل والمشبوهين الذين يثيرون الريبة ويحتجزوهم في المخازن ليقضوا فيها ثلاثة أيام أو ثلاث ليال، وليقتاتوا على الخبز والماء فقط، ليخرجوا بعد انقضاء هذه المدة ممنوعين عن الاقتراب من البلدة». تحدث المؤرخ مارك راثبون في مقاله «مُشرد!»، عن اشتمال قانون البرلمان الإنجليزي آنف الذكر، على تعريف فضفاض للمشرّدين، لم يُميز بين العاطلين عن العمل أو من يبحث عن عمل وبين أولئك الذين اختاروا العيش كمشردين. بالإضافة إلى ذلك، فشل القانون في تحديد الفقراء العاجزين عن إعالة أنفسهم، كالمرضى والمسنين وذوي الاحتياجات الخاصة. أعاق هذا النقص في التعريف تطبيق القانون لعدة سنوات لاحقة.

### حل الأديرة
تفاقمت مشكلة الفقر في إنجلترا أوائل القرن السادس عشر بسبب الزيادة الكبيرة في عدد السكان الذي «ارتفع من مليونين في عام 1485، إلى حوالي 2.8 مليون بنهاية عهد هنري السابع عام 1509». كان عدد السكان في تلك الفترة ينمو بشكل أسرع بكثير من قدرة الاقتصاد على توفير فرص عمل لهم. تفاقمت المشكلة، خلال فترة الإصلاح الإنجليزي، بعد إيقاف هنري الثامن ملك إنجلترا للحكم الكنسي لمملكتي إنجلترا وأيرلندا وتنصيبه لنفسه «الحاكم الأعلى لكنيسة إنجلترا»، وحلّ الأديرة في إنجلترا وويلز: استحوذ الملك على ممتلكات المئات من المؤسسات الدينية الغنية، بما في ذلك العقارات ذات المساحات الشاسعة. كانت لهذه التصرفات تأثيرات مدمرة على إعانة الفقراء إذ جمعت الأديرة وحدها، وفقًا للمؤرخ بول سلاك، 6500 جنيه إسترليني من الصدقات في العام الواحد (وهو ما يعادل 3,800,000 جنية إسترليني في عام 2019)، ولم يكن بالإمكان تجميع هذا المبلغ حتى بعد عام 1580. أُغلقت، بالإضافة إلى الأديرة، معظم المستشفيات (التي كانت -في الغالب- عبارةً عن منازل مُخدمة، ولم تكن مؤسسات طبية)، لأنها أصبحت تعتبر نوعًا خاصًا من الدور الدينية. وهو ما ترك العديد من المسنين والمرضى دون سكن ودون رعاية طبية. عُدّل، في عام 1531، قانون المشردين والمتسولين، وأقر البرلمان قانونًا جديدًا حدد فيه التصنيفات المختلفة للفقراء، ومُنح المرضى والمسنون والمعوقون تراخيص تمكّنهم من التسول، بينما لم يسلم العاطلون عن العمل والباحثون عن العمل من العقاب. طول القرن السادس عشر، كان الخوف من الاضطرابات الاجتماعية الدافعَ الرئيسي لسنّ الكثير من التشريعات التي أقرّها البرلمان.

### قانون الرق لعام 1547
استمر الخوف من الاضطرابات الاجتماعية في عهد إدوارد السادس ملك إنجلترا، وأُدخل مستوى جديد من العقوبات إلى المملكة من خلال قانون التشرد الذي سنه دوق سمرست في عام 1547. «تمثلت العقوبة على ارتكاب الجريمة للمرة الأولى بالاسترقاقِ لمدة عامين اثنين والوصم بإشارة «V»، بينما كانت عقوبة محاولة الفرار من الاسترقاق للمرة الأولى، الاستعباد مدى الحياة، أما محاولة الفرار للمرة الثانية فكانت عقوبتها الإعدام». ومع ذلك، «لا يوجد دليل يؤكد تطبيق هذا القانون». في عام 1550، عُدّلت هذه العقوبات، بعد تمرير نص قانون جديد. أشار قانون عام 1550 إلى العقوبات الواردة في قانون عام 1547 بالقول «إنّ تطرف بعض [القوانين] جعلها غير ملائمة للتطبيق».

### البرلمان والأبرشية
بعد مراجعة قانون دوق سمرست لعام 1547، أصدر البرلمان قانون الفقراء في عام 1552، الذي ركز على تحميل الأبرشيات مسؤوليةَ تمويلِ مكافحة وباء الفقر المتزايد. عين هذا التشريع «مشرِفَين» اثنين من كل أبرشية تكمن مهمتهما في جمع الأموال وتوزيعها على الفقراء المنتمين للأبرشية. تعين على المشرِفَين أن «يطلبا بلطف» الحصولَ على تبرعات إعانة الفقراء، ويُحوّل من يرفض التبرعَ للقاء الأسقف المحلي، الذي سيحثه ويشجعه على تقديم بعض من أمواله للفقراء. مع ذلك، قد يفشل، في بعض الأحيان، الاجتماعُ مع الأسقف في تحقيق هدفه. 
أصدر البرلمان الإنجليزي، بعد إدراكه لعدم فعالية التبرع الطوعي، تشريعًا جديدًا في عام 1563، وأصبح من الممكن للأسقف، بموجب القانون الجديد، أن يقدم من يرفض التبرع إلى القضاء، ومن الممكن أن يتسبب رفضه المستمر للتبرع في سجنه لحين تقديمه مساعدةً مادية للفقراء. مع ذلك، عانى هذا القانون من بعض العيوب، لأنه لم يحدد للرعايا مقدار المال الذي يجب دفعه مقابل حصولهم على حريتهم.
وُضِع، بموجب قانون التشرد لعام 1572، نظامٌ أكثر تنظيمًا لعملية جمع التبرعات، فبعد تحديد مقدار الأموال التي يجب على كل فرد من أفراد الأبرشيه تقديمها للفقراء، مُنح القضاة سلطة تحديد المبلغ الذي يترتب على الأثرياء وأصحاب العقارات التبرع به. حَوّل هذا القانون في نهاية المطاف التبرعاتِ إلى ضريبة محلية.
بالإضافة إلى فرض هذه الضرائب الجديدة، فرض قانون عام 1572 مجموعةً جديدة من العقوبات على المتشردين، تضمنت «ثقب الأذن» لمرتكبي جرم التشرد لأول مرة، والإعدام شنقًا للمتسولين الدائمين. طُبقت هذه العقوبات الصارمة، على خلاف العقوبات القاسية التي نص عليها قانون عام 1547، بشكل واسع.
مع ذلك، وعلى الرغم من تقديم قانون عام 1572 لمثل هذه الإجراءات الصارمة والعنيفة لردع التشرد، لكنه كان أول قانون يُصدره البرلمان يضع تصنيفات مختلفة للمتشردين. لم يسلم «الباعة المتجولون، والسمكريون المتجولون، والعمال المضربون عن العمل، والعرّافون، والباحثون عن العمل» من أعمال الردع الشنيعة هذه. عاقب هذا القانون جميع الرجال القادرين على العمل «الذين لا يملكون أرضًا ولا سيّد لهم»، ولا يقبلون لا العمل ولا تفسير مصدر رزقهم. استثنى هذا التعريف الحديث لكلمة مشرد، على وجه التحديد، الرجال المُسرّحين من الخدمة العسكرية، والخدم الذين حصلوا على حريتهم، والخدم الذين توفي أسيادهم. لكن، لم يحدد هذا القانون أي وسيلة لدعم المستثنيين من عقوباته.